# روستای کهنه نادرآباد
روستای کهنه نادرآباد مربوط به سده‌های میانه و متاخر دوران‌های تاریخی پس از اسلام است و در شهرستان هرسین، بخش بستون، دهستان چمچمال، ۵۰۰ متری جنوب شرق روستای نادرآباد واقع شده و این اثر در تاریخ ۲۶ اسفند ۱۳۸۷ با شمارهٔ ثبت ۲۵۷۲۳ به‌عنوان یکی از آثار ملی ایران به ثبت رسیده است.